# 8 (opera teatrale)
8 è un'opera teatrale scritta da Dustin Lance Black, che ricrea gli argomenti giuridici e le testimonianze nel processo Perry v. Schwarzenegger, che ha dichiarato la Proposition 8 della California - che vietava i matrimoni tra persone dello stesso sesso - incostituzionale.

## Contesto storico
Nel maggio 2009, l'AFER intentò una causa (detta Perry v. Schwarzenegger) presso la Corte Distrettuale degli Stati Uniti per il Distretto settentrionale della California, per conto di due coppie dello stesso sesso, per contestare la Proposition 8, un emendamento costituzionale approvato dagli elettori che aveva tolto alle coppie omosessuali il diritto di sposarsi. Le due coppie sono state rappresentate da David Boies e Theodore Olson, due avvocati di alto profilo che si erano opposti l'un l'altro nel caso della Corte Suprema degli Stati Uniti Bush v. Gore.
Durante il processo, i querelanti hanno presentato la testimonianza di esperti, nove dei quali furono considerati dalla corte "ampiamente qualificati per offrire un'opinione sui temi identificati" e "hanno offerto una credibile opinione sui temi identificati". Gli oppositori dei matrimoni gay, al contrario, non sono stati in grado di fornire dati affidabili per dimostrare che i matrimoni tra persone dello stesso sesso possano recare un danno alla società o all'istituzione del matrimonio.
Il 4 agosto 2010, il giudice Vaughn R. Walker, capo della Corte Distrettuale, ha dichiarato che la Proposition 8 viola il giusto processo e le clausole di salvaguardia del Quattordicesimo Emendamento alla Costituzione degli Stati Uniti, e non aveva alcuna ragione legittima per negare alle coppie omosessuali il diritto fondamentale del matrimonio.

## L'opera

### Genesi
L'opera è stata creata dopo che il sistema giudiziario federale statunitense aveva rifiutato di consentire il rilascio delle registrazioni video del processo, per dare al pubblico una visione realistica di quello che era avvenuto durante il dibattito.

### Stile
L'opera è scritta nello stile del teatro parola per parola, forma del teatro-documentario, utilizzando le trascrizioni originali del processo, con le interviste dagli imputati, ai querelanti e ai sostenitori coinvolti.

### Spettacolo
8 è stata portata in scena per la prima volta all'Eugene O'Neill Theatre di New York City il 19 settembre 2011 sotto la regia di Joe Mantello.
Il 3 marzo 2012 è stata messa in scena al Wilshire Ebell Theatre di Los Angeles con la regia di Rob Reiner, e trasmessa in mondovisione attraverso YouTube, permettendo di raccogliere oltre 2 milioni di dollari per l'American Foundation for Equal Rights (AFER).

## Personaggi
- Vaughn R. Walker – Giudice

- Brad Pitt (Ebell di Los Angeles)
- Bob Balaban (Broadway)

- Theodore Olson – Avvocato per i querelanti

- Martin Sheen  (Ebell di Los Angeles)
- John Lithgow (Broadway)

- David Boies – Avvocato per i querelanti

- George Clooney  (Ebell di Los Angeles)
- Morgan Freeman  (Broadway)

- Kris Perry – Querelante

- Christine Lahti (Ebell di Los Angeles)
- Christine Lahti (Broadway)

- Sandy Stier – Querelante

- Jamie Lee Curtis  (Ebell di Los Angeles)
- Ellen Barkin  (Broadway)

- Spencer Perry – Figlio del querelante

- Bridger Zadina (Ebell di Los Angeles)
- Jay Armstrong Johnson (Broadway)

- Elliot Perry – figlio del querelante

- Jansen Panettiere  (Ebell di Los Angeles)
- Ben Rosenfeld  (Broadway)

- Jeff Zarrillo – Querelante

- Matt Bomer  (Ebell di Los Angeles)
- Matt Bomer  (Broadway)

- Paul Katami – Querelante

- Matthew Morrison (Ebell di Los Angeles)
- Cheyenne Jackson (Broadway)

- Dr. Gregory M. Herek – Testimone per il querelante

- Rory O'Malley   (Ebell di Los Angeles)
- K. Todd Freeman   (Broadway)

- Dr. Nancy Cott – Testimone per il querelante

- Yeardley Smith  (Ebell di Los Angeles)
- Yeardley Smith  (Broadway)

- Dr. Ilan Meyer – Testimone per il querelante

- Jesse Tyler Ferguson   (Ebell di Los Angeles)
- Anthony Edwards   (Broadway)

- Ryan Kendall – Testimone per il querelante

- Chris Colfer  (Ebell di Los Angeles)
- Rory O'Malley (Broadway)

- Dr. Gary Segura – Testimone per il querelante

- James Pickens Jr.  (Ebell di Los Angeles)
- Stephen Spinella  (Broadway)

- Evan Wolfson – Fondatore di Freedom to Marry

- Cleve Jones (Ebell di Los Angeles)
- Larry Kramer  (Broadway)

- Charles J. Cooper – Avvocato per la Difesa

- Kevin Bacon  (Ebell di Los Angeles)
- Bradley Whitford  (Broadway)

- David Blankenhorn – Testimone per la Difesa

- John C. Reilly  (Ebell di Los Angeles)
- Rob Reiner  (Broadway)

- William Tam – Testimone per la Difesa

- George Takei  (Ebell di Los Angeles)
- Ken Leung  (Broadway)

- Maggie Gallagher – Presidente del NOM (oppositrice dei matrimoni gay)

- Jane Lynch  (Ebell di Los Angeles)
- Jayne Houdyshell  (Broadway)

- Giornalista

- Campbell Brown (Ebell di Los Angeles)
- Campbell Brown (Broadway)

- Impiegato al tribunale

- Vanessa Garcia (Ebell di Los Angeles)
- Kate Shindle  (Broadway)